# Nowogród (stacja kolejowa)
Nowogród – dawna wąskotorowa stacja kolejowa w mieście Nowogród, w województwie podlaskim, w Polsce.